# 湘江殖盘吸虫
湘江殖盘吸虫（学名：Cotylophoron shangkiangensis）为同盘科殖盘属的动物。在中国大陆，分布于湖南等地，营寄生生活，宿主水牛以及寄生于瘤胃。该物种的模式产地在湖南。